# Svartbakstindur
El Svartbakstindur és una muntanya de l'illa d'Eysturoy, a les illes Fèroe Té una altura de 801 metres i és la desena muntanya més alta de tot l'arxipèlag i la tercera en alçada de l'illa, després del Slættaratindu0r (880 m) i el Gráfelli (856 m). El Svartbakstindur és just al sud del pic Blámansfjall de 790 metres d'altura, que és al seu torn l'onzè cim més alt de les Illes Fèroe.